# Åsa Linderborg

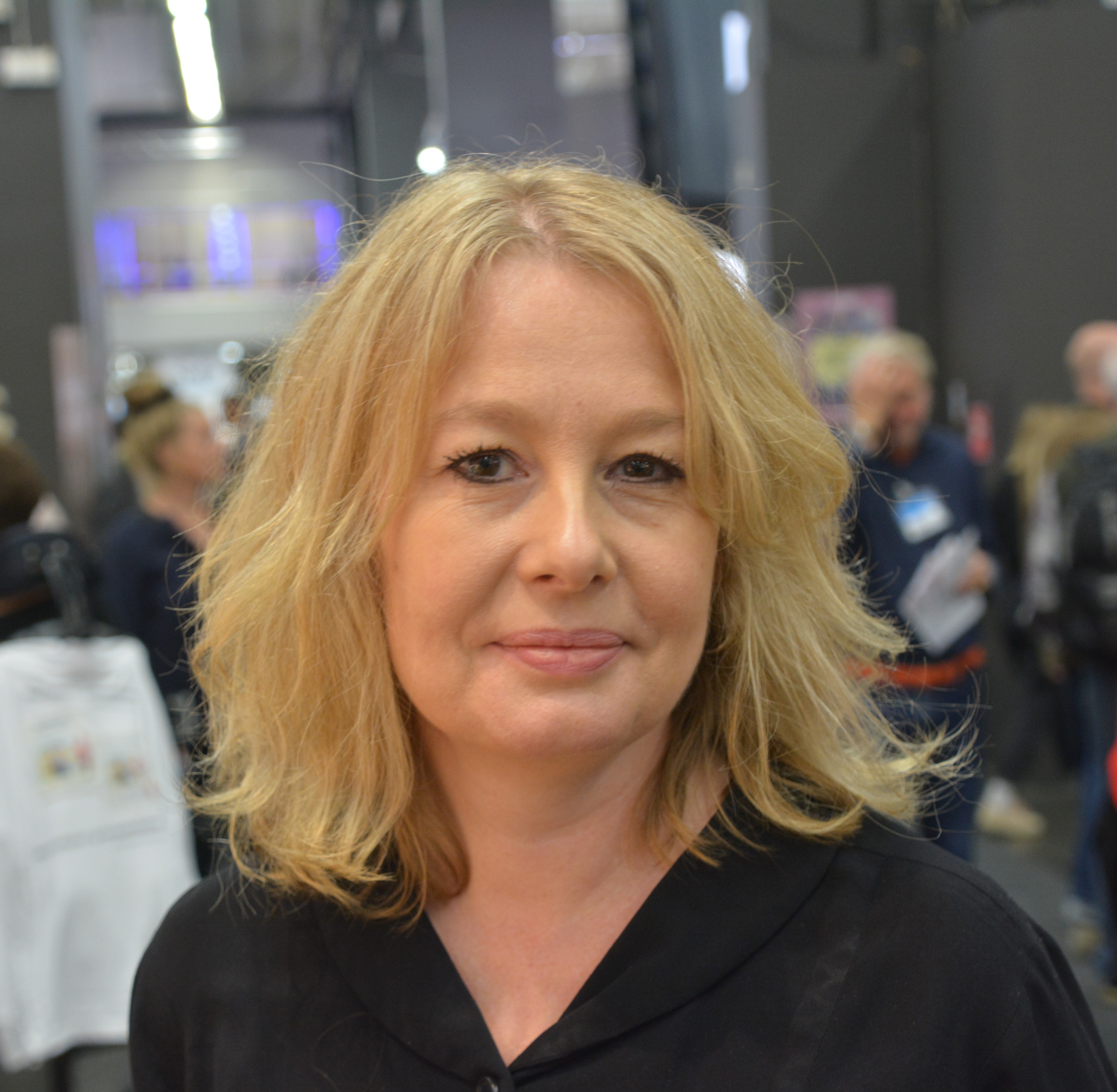
Åsa Linderborg

Åsa Linderborg (* 20. Mai 1968 in Västerås) ist eine schwedische Schriftstellerin, Journalistin, Historikerin und seit 2009 Ressortleiterin der Kulturredaktion des schwedischen Boulevardblattes Aftonbladet.

## Leben
Åsa Linderborg wuchs in Västerås auf und engagierte sich bereits früh politisch in der damaligen Vänsterpartiet Kommunisterna (heutige Vänsterpartiet). Sie erlangte 2001 den Doktorgrad in Geschichtswissenschaften an der Universität Uppsala.
2007 publizierte sie den autobiographischen Roman Mig äger ingen (Ich gehöre keinem), in dem sie ihre Kindheit mit einem alkoholabhängigen Vater beschreibt. Der Roman war ein großer Erfolg und wurde unter dem gleichen Titel 2013 verfilmt.
Linderborg war seit 2009 Ressortleiterin der Kulturredaktion der schwedischen Boulevardzeitung Aftonbladet. Als Leiterin der Kulturredaktion war Linderborg daran beteiligt, im Dezember 2017 Anschuldigungen gegen Benny Fredriksson zu veröffentlichen, die, wie eine spätere Untersuchung ergab, falsch waren. Fredriksson hatte sich kurz zuvor das Leben genommen. Der Fall löste eine breite Debatte über journalistische Sorgfaltspflicht und die Rolle von Linderborg aus. Im Jahr 2020 erschien Linderborgs Buch Året med 13 månader: en dagbok (übersetzt: Das Jahr mit 13 Monaten: Ein Tagebuch) in dem sie sich unter anderem mit ihrer Rolle im Fall Fredriksson auseinandersetzt.

## Schriften

### Originalausgaben
- Socialdemokraterna skriver historia : historieskrivning som ideologisk maktresurs 1892–2000, Stockholm: Atlas, 2001, ISBN 91-89044-78-9.
- Bilden av Sveriges historia : fyrtio sätt att se på 1900-talet / Marika Hedin, Åsa Linderborg, Torbjörn Nilsson, Stockholm: Wahlström & Widstrand, 2005, ISBN 91-46-21155-1.
- Det är rätt att göra motstånd : kriget och terrorn från Bush till Bodström / Åsa Linderborg & Erik Wijk; mit einem Vorwort von Jan Guillou, Stockholm : Karneval, 2006, ISBN 91-976031-5-5.
- Mig äger ingen, Stockholm: Atlas, 2007, ISBN 978-91-7389-226-1.

### Deutsche Ausgaben
- Ich gehöre keinem, übersetzt von Paul Berf, München: btb, 2009, ISBN 978-3-442-75233-1.[7]

## Preise und Auszeichnungen
- 2007 – ABF:s litteraturpris
- 2007 – BMF-plaketten
- 2007 – Lundequistska bokhandelns litteraturpris für Mig äger ingen
- 2007 – Expressens Björn Nilsson-pris för god kulturjournalistik
- 2008 – Ivar Lo-Johanssons personliga pris[8]
- 2008 – Neshornet, Kulturpreis der Tageszeitung Klassekampen
- 2009 – Hedenvind-plaketten[9]